# Siniša Ergotić
Siniša Ergotić (Osijek, 14 settembre 1968) è un ex lunghista croato, fino al 1991 jugoslavo.

## Palmarès

### Europei
- 1 medaglia:
  - 1 argento (Monaco di Baviera 2002)

### Giochi del Mediterraneo
- 1 medaglia:
  - 1 oro (Radès 2001)